# Cyathea oinops
Cyathea oinops är en ormbunkeart som beskrevs av Justus Carl Hasskarl. Cyathea oinops ingår i släktet Cyathea och familjen Cyatheaceae. Inga underarter finns listade.